# Passage Saint-Benoît
Pour les articles homonymes, voir Rue Sainte-Marthe.
Le passage Saint-Benoît est une ancienne voie de Paris, aujourd'hui disparue, située dans l'ancien 10e arrondissement (actuellement 6e arrondissement).

## Situation
La voie reliait la rue Saint-Benoît à la place Saint-Germain-des-Prés,. La rue Sainte-Marthe, disparue en 1866, y aboutissait.

## Histoire
Cette voie appartenait à l'origine à l'enclos de l'abbaye Saint-Germain-des-Prés. Elle reliait la porte Saint-Benoît, sur la rue du même nom, à la cour formant parvis devant l'église abbatiale.
En 1715, Henri-Pons de Thiard de Bissy, abbé commendataire, fait ouvrir plusieurs rues au sud de l'enclos (rue d'Erfurth, rue Sainte-Marthe et rue Childebert) et crée la place Saint-Germain-des-Prés suivant le dessin de l'architecte Victor-Thierry Dailly. Le passage est alors remodelé. Il était constitué de deux courts passages couverts de part et d'autre de la rue Sainte-Marthe, l'un sous le 17, rue Saint-Benoît, l'autre sous le 4, place Saint-Germain-des-Prés.
Le passage est supprimé dans le cadre du prolongement de la rue de Rennes jusqu'au quai de Conti, déclaré d'utilité publique par le décret du 28 juillet 1866.

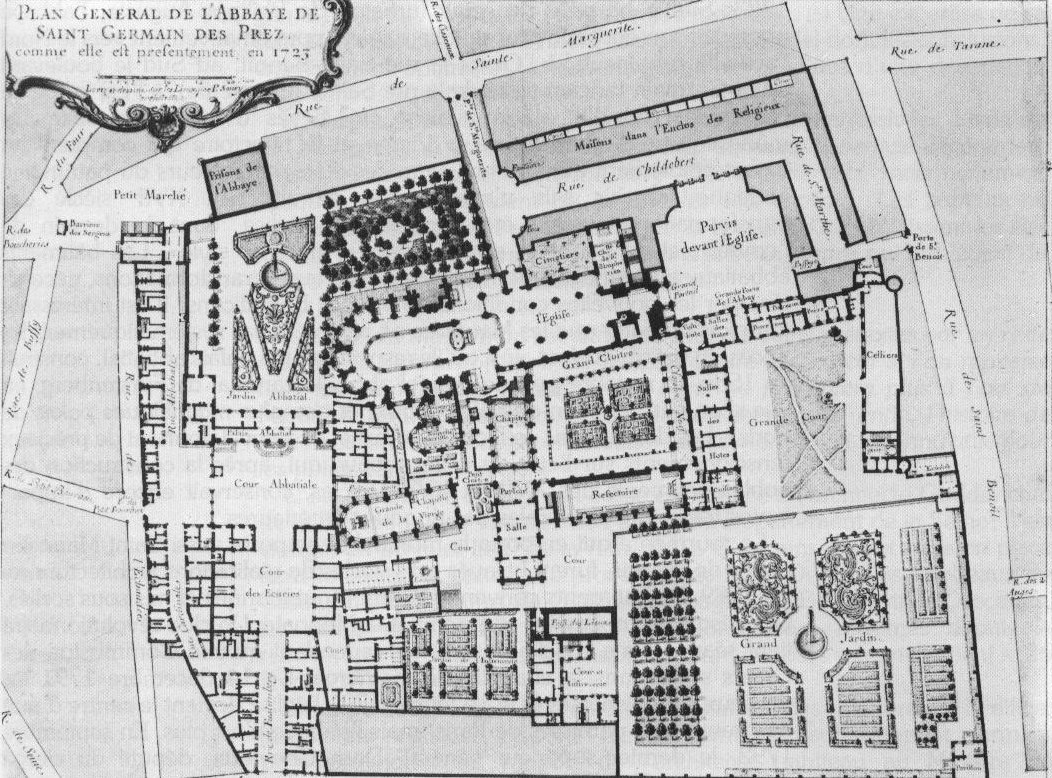
Le passage sur un plan de l'abbaye en 1723.
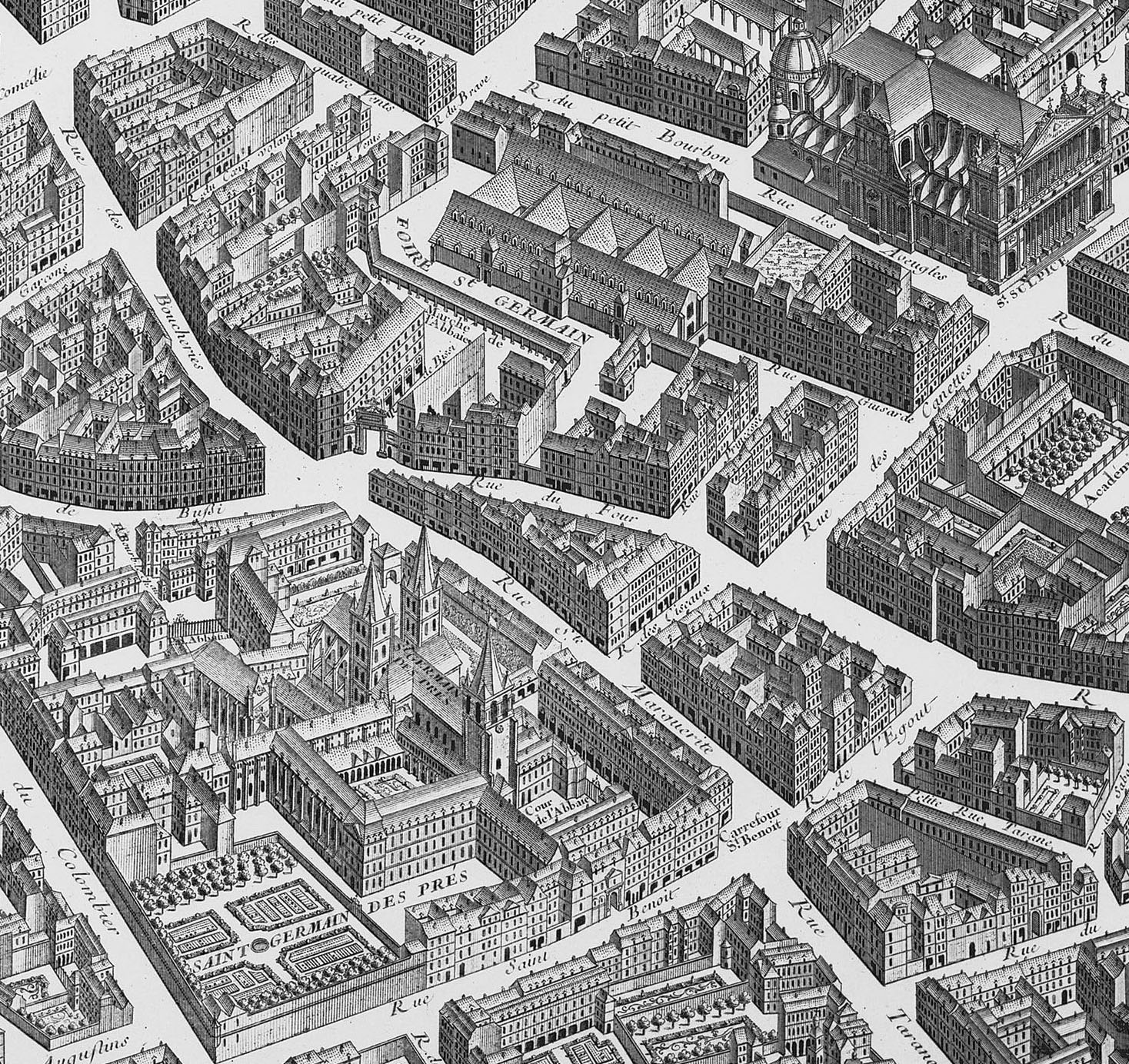
L'entrée du passage sur le plan de Turgot.